# Brian Bateman
Pour les articles homonymes, voir Bateman.
Brian Bateman, né le 25 février 1973 à Monroe (Louisiane), est un golfeur américain. Il passe professionnel en 1996 et rejoint le PGA Tour en 2002. Il remporte son premier tournoi du PGA Tour le 1er juillet 2007 en s'imposant lors du Buick Open à Grand Blanc dans le Michigan en terminant 15 coups sous le par sur cinq parcours de 18 trous. Avant ce succès, son meilleur résultat était une troisième place au Deutsche Bank Championship en 2006.

## Palmarès

### Tournois PGA Tour
- 2007 : Buick Open

### Tournois Nationwide Tour
- 1998 : Nike Carolina Classic